# 1 000 kilomètres de Mosport 1984
Navigation
Édition suivante
Les 1 000 kilomètres de Mosport 1984 (officiellement appelé le Budweiser GT 1000 km), disputées le 5 août 1984 sur le Circuit Mosport Park, ont été la sixième manche du Championnat du monde des voitures de sport 1984.

## La course

### Classement de la course
Voici le classement officiel au terme de la course,,.
- Les premiers de chaque catégorie du championnat du monde sont signalés par un fond jaune.
- Pour la colonne Pneus, il faut passer le curseur au-dessus du modèle pour connaître le manufacturier de pneumatiques.
- Les voitures ne réussissant pas à parcourir 75% de la distance du gagnant sont non classées (NC).

| Pos  | Classe | no | Écurie                                       | Pilotes                                             | Châssis                             | Pneus | Tours | Temps                      |
| Pos  | Classe | no | Écurie                                       | Pilotes                                             | Moteur                              | Pneus | Tours | Temps                      |
| ---- | ------ | -- | -------------------------------------------- | --------------------------------------------------- | ----------------------------------- | ----- | ----- | -------------------------- |
| 1    | C1     | 1  | Rothmans Porsche                             | Jochen Mass Jacky Ickx                              | Porsche 956                         | D     | 253   | 6 h 0 min 41 s 411         |
| 1    | C1     | 1  | Rothmans Porsche                             | Jochen Mass Jacky Ickx                              | Porsche Type-935 2,6 l Flat-6 Turbo | D     | 253   | 6 h 0 min 41 s 411         |
| 2    | C1     | 33 | Skoal Bandit Porsche Team                    | David Hobbs Rupert Keegan Franz Konrad              | Porsche 956B                        | G     | 245   | + 8 tours                  |
| 2    | C1     | 33 | Skoal Bandit Porsche Team                    | David Hobbs Rupert Keegan Franz Konrad              | Porsche Type-935 2,6 l Flat-6 Turbo | G     | 245   | + 8 tours                  |
| 3    | C2     | 81 | Jolly Club                                   | Guido Daccò (en) Almo Coppelli                      | Alba AR2 (de)                       | A     | 229   | + 24 tours                 |
| 3    | C2     | 81 | Jolly Club                                   | Guido Daccò (en) Almo Coppelli                      | Giannini Carma FF 1,9 l I4 Turbo    | A     | 229   | + 24 tours                 |
| 4    | C1     | 2  | Rothmans Porsche                             | Stefan Bellof Derek Bell                            | Porsche 956                         | D     | 221   | + 32 tours                 |
| 4    | C1     | 2  | Rothmans Porsche                             | Stefan Bellof Derek Bell                            | Porsche Type-935 2,6 l Flat-6 Turbo | D     | 221   | + 32 tours                 |
| 5    | C2     | 82 | Maurizio Gellini                             | Pasquale Barberio Maurizio Gellini Gerardo Vatielli | Alba AR3                            | ?     | 217   | + 36 tours                 |
| 5    | C2     | 82 | Maurizio Gellini                             | Pasquale Barberio Maurizio Gellini Gerardo Vatielli | Ford Cosworth DFL 3,0 l V8 Atmo     | ?     | 217   | + 36 tours                 |
| 6    | C2     | 80 | Jolly Club                                   | Martino Finotto Alfredo Sebastiani Carlo Facetti    | Alba AR2 (de)                       | A     | 204   | + 53 tours                 |
| 6    | C2     | 80 | Jolly Club                                   | Martino Finotto Alfredo Sebastiani Carlo Facetti    | Giannini Carma FF 1,9 l I4 Turbo    | A     | 204   | + 53 tours                 |
| 7    | C2     | 99 | JQF Engineering Ltd. / Esso Canada Petroleum | Peter Lockhart Jeremy Rossiter (en) Roy Baker       | Tiga GC284                          | A     | 185   | + 68 tours                 |
| 7    | C2     | 99 | JQF Engineering Ltd. / Esso Canada Petroleum | Peter Lockhart Jeremy Rossiter (en) Roy Baker       | Ford Cosworth BDT 1,8 l I4 Turbo    | A     | 185   | + 68 tours                 |
| NC   | C1     | 20 | Kremer Brothers / Sperry Turbo               | Bill Adam (en) Kees Nierop (en) George Fouché       | Porsche 956                         | G     | 159   | + 94 tours                 |
| NC   | C1     | 20 | Kremer Brothers / Sperry Turbo               | Bill Adam (en) Kees Nierop (en) George Fouché       | Porsche Type-935 2,6 l Flat-6 Turbo | G     | 159   | + 94 tours                 |
| NC   | C1     | 3  | Rothmans Porsche                             | Vern Schuppan Nick Mason                            | Porsche 956                         | D     | 156   | + 97 tours                 |
| NC   | C1     | 3  | Rothmans Porsche                             | Vern Schuppan Nick Mason                            | Porsche Type-935 2,6 l Flat-6 Turbo | D     | 156   | + 97 tours                 |
| Abd. | C2     | 84 | Lyncar Motorsport Ltd.                       | Allen Berg Costas Los                               | Lyncar MS83                         | A     | 206   | Panne sèche                |
| Abd. | C2     | 84 | Lyncar Motorsport Ltd.                       | Allen Berg Costas Los                               | Ford Cosworth DFV 3,0 l V8 Atmo     | A     | 206   | Panne sèche                |
| Abd. | C1     | 19 | Team Gaggia                                  | Oscar Larrauri Walter Brun                          | Porsche 956                         | D     | 204   | Boite de vitesses          |
| Abd. | C1     | 19 | Team Gaggia                                  | Oscar Larrauri Walter Brun                          | Porsche Type-935 2,6 l Flat-6 Turbo | D     | 204   | Boite de vitesses          |
| Abd. | GTO    | 40 | Bieri Racing                                 | Uli Bieri Matt Gysler                               | BMW M1                              | ?     | 190   | Moteur                     |
| Abd. | GTO    | 40 | Bieri Racing                                 | Uli Bieri Matt Gysler                               | BMW M88 3,5 l I6 Atmo               | ?     | 190   | Moteur                     |
| Abd. | GTO    | 65 | English Motorsport Enterprizes               | Gary English Mike Laws                              | Chevrolet Camaro                    | ?     | 156   | Moteur                     |
| Abd. | GTO    | 65 | English Motorsport Enterprizes               | Gary English Mike Laws                              | Chevrolet V8 Atmo                   | ?     | 156   | Moteur                     |
| Abd. | C1     | 21 | Charles Ivey Racing                          | Dudley Wood Barry Robinson                          | Grid S2                             | A     | 127   | Suspension                 |
| Abd. | C1     | 21 | Charles Ivey Racing                          | Dudley Wood Barry Robinson                          | Porsche Type-935 3,0 l Flat-6 Turbo | A     | 127   | Suspension                 |
| Abd. | C2     | 73 | Pepsi Challenger                             | John Graham George Schwarz                          | Gebhardt JC843                      | A     | 40    | Accident                   |
| Abd. | C2     | 73 | Pepsi Challenger                             | John Graham George Schwarz                          | Ford Cosworth DFV 3,0 l V8 Atmo     | A     | 40    | Accident                   |
| Abd. | GTO    | 60 | Alps Restoration                             | Peter Aschenbrenner Mike Freberg                    | Audi 80 Coupé                       | G     | 12    | Moteur                     |
| Abd. | GTO    | 60 | Alps Restoration                             | Peter Aschenbrenner Mike Freberg                    | Audi 2,0 l I5 Atmo                  | G     | 12    | Moteur                     |
| No.  | C1     | 55 | Skoal Bandit Porsche Team                    | Rupert Keegan Franz Konrad                          | Porsche 956                         | G     | -     | Accident durant les essais |
| No.  | C1     | 55 | Skoal Bandit Porsche Team                    | Rupert Keegan Franz Konrad                          | Porsche Type-935 2,6 l Flat-6 Turbo | G     | -     | Accident durant les essais |

## Pole position et record du tour
- Pole position :  Stefan Bellof (#2 Rothmans Porsche) en 1 min 12 s 107
- Meilleur tour en course :  Stefan Bellof (#2 Rothmans Porsche) en 1 min 13 s 874

## Tours en tête
- no 2 Porsche 956 - Rothmans Porsche : 46 tours (1-44 / 48-49)
- no 33 Porsche 956B - Skoal Bandit : 3 tours (45-47)
- no 1 Porsche 956 - Rothmans Porsche : 204 tours (50-253)

## À noter
- Longueur du circuit : 3,957 km
- Distance parcourue par les vainqueurs : 1 001,216 km